# Роа Бастос, Аугусто
Аугу́сто Ро́а Ба́стос (исп. Augusto Roa Bastos; 13 июня 1917, Асунсьон, Парагвай — 26 апреля 2005, Асунсьон, Парагвай) — парагвайский поэт и прозаик.

## Биография
Отец — индеец гуарани, мать — родом из Португалии. В 1932, сбежав со своими товарищами из школы, ушёл добровольцем на Чакскую войну, где служил на фронте санитаром. В 1945 жил и работал журналистом в Великобритании, Франции, Германии. В 1947 вместе с парагвайским поэтом Эрибом Кампосом Сервера в условиях начавшейся Гражданской войны и политических репрессий переезжает в Буэнос-Айрес. В 1976—1989 — живёт во Франции, после падения диктатуры Стресснера вернулся на родину.
В 1982 был лишён парагвайского гражданства, с 1983 — гражданин Испании.
Умер в 2005 в возрасте 87 лет. Похоронен в семейном пантеоне на кладбище Реколета в Асунсьоне.

## Творчество
Свою творческую деятельность Роа Бастос начал в 1940-х гг. в качестве журналиста газеты El País, выходившей в Асунсьоне. Первым крупным произведением Роа Бастоса стал сборник рассказов «Гром среди ветвей», изданный в Аргентине в 1953. Опубликованный вслед за ним роман «Сын человеческий» (1960) не только принес автору признание, но и способствовал подъёму латиноамериканской романистики. Сюжет романа, являющегося сплетением небольших рассказов, посвящён революционным выступлениям парагвайских крестьян, прерванным началом Чакской войны. Устами героев автор говорит о её бессмысленности, так как «руками» Боливии и Парагвая решался конфликт интересов западных стран и США. В 1974 Роа Бастос заканчивает своё наиболее известное произведение — антидиктаторский роман «Я, Верховный», рассказывающий о правлении доктора Хосе Гаспара Родригеса де Франсия — Верховного диктатора Парагвая в 1816—1840 гг. После восстановления в Аргентине в 1976 режима военной диктатуры книга была запрещена, а сам писатель эмигрировал во Францию.

## Признание
- Лауреат премии Мигель де Сервантес (1989) и других наград.
- В 2003 во время лечения на Кубе ему был вручен орден Хосе Марти.
- Медаль «Аиде Сантамария» (Куба)[4].

## Публикации на русском языке
- Сын человеческий. — М.: Худ. лит-ра, 1967.
- Я, Верховный. / Пер. Н. Наумова. — М.: Прогресс, 1980.